# Małoszujka (stacja kolejowa)
Małoszujka (ros. Малошуйка) – stacja kolejowa w miejscowości Małoszujka, w rejonie oneskim, w obwodzie archangielskim, w Rosji. Położona jest na linii Biełomorsk – Obozierskij.